# Ischia Piedirosso e Per' e Palummo passito
L'Ischia Piedirosso e Per' e Palummo passito è un vino DOC la cui produzione è consentita nell'isola di Ischia (NA).

## Caratteristiche organolettiche
- colore: rubino tendente al mattone.
- odore: delicato, caratteristico.
- sapore: asciutto, fresco, caratteristico.

## Abbinamenti consigliati
Generalmente per accompagnare la cucina tipica dell'isola di Ischia.

## Produzione
Provincia, stagione, volume in ettolitri
- nessun dato disponibile